# Джон Тернер
 Джон Тернер  (англ. John Turner; 7 червня 1929 — 18 вересня 2020, Ричмонд (передмістя Лондона), Англія)  — адвокат, 17-й Прем'єр-міністр Канади (30 червня — 17 вересня 1984).

## Політична кар'єра
1962 року Тернера обрано до парламенту від Ліберальної партії Канади, Тернер працював у Кабінеті міністрів Пірсона
- 1965 до 1967 міністр без портфеля
- 1965 до 1967 міністр споживання і корпоративних справ.

1968 року змагався за головування в партії, але програв П'єру Трюдо.
Тернер працював в Кабінеті Трюдо:
- 1968-1972 — міністр юстиції
- 1972-1975 — міністр фінансів.

1975 року Тернер пішов у відставку, ставши корпоративним адвокатом.
Після відставки П'єра Трюдо з посади Прем'єр-міністра Канади в 1984 році, Тернер повернувся до політики, очоливши Ліберальну партію Канади.
У 1984 і 1989 р. Тернер програв федеральні вибори Браяну Малруні від Консервативної партії Канади.

## По завершенні політичної кар'єри
Тернер був лідером Офіційної Опозиції в канадському парламенті до 1990. Пішов у відставку з посади голови Ліберальної партії Канади у 1990 і став адвокатом.
Тернер очолював Канадський Моніторинговий Комітет під час Виборів Президента України 2004.